# Institut Pere Vives i Vich
L'Institut Pere Vives i Vich és un centre educatiu del municipi d'Igualada (l'Anoia). L'edifici forma part de l'Inventari del Patrimoni Arquitectònic de Catalunya.

## Edifici
Es tracta d'un edifici de planta moderna format per diferents cubs que es superposen un als altres constituint una activa composició funcional que respon al caràcter pràctic de l'edifici. L'element més emprat en la construcció és el ciment armat que configura la totalitat de les parets i suports. L'edifici consta de 28 aules, tres despatxos i instal·lacions esportives.
L'edifici fou construït en uns terrenys que pertanyien a la família Vives, descendents del General Vives, igualadí que va impulsar l'aviació espanyola; d'aquí el nom de l'Institut.

## Estudis
L'institut ofereix estudis públics d'Educació Secundària Obligatòria i de Batxillerat, en les branques de Ciència, Tecnologia, Ciències socials i Humanitats.